# Петна
Пѐтна (на полски: Pietna) е село в Южна Полша, Ополско войводство, Крапковишки окръг, община Крапковице. Според Полската статистическа служба към 31 декември 2009 г. селото има 359 жители.
Петна е носител на „Красиво ополско село през 2005 г.“.

## География

### Местоположение
Селото се намира в географския макрорегион Силезка равнина, който е част от Централноевропейската равнина. Разположено е край републикански път , на 3,5 км югоизточно от общинския център град Крапковице.

## Инфраструктура
Петна е електрифицирано, има телефон и канализация. В Петна се намира пожарна команда, дискотека А4 и бензиностанция. В 2002 г. от общо 95 обитавани жилища – снабдени с топла вода (88 жилища), с газ (59 жилища), самостоятелен санитарен възел (92 жилища); 1 жилище имат площ от 30—39 m², 3 жилища от 40—49 m², 3 жилища от 50—59 m², 15 жилища от 60—79 m², 23 жилища от 80—99 m², 21 жилища от 100—119 m², 29 жилища над 119 m².

## Побратимени градове
- Мителхоф